# Ghanees honkbalteam

Vlag van Ghana.

Het Ghanees honkbalteam is het nationale honkbalteam van Ghana. Het team vertegenwoordigt Ghana tijdens internationale wedstrijden. Het Ghanees honkbalteam hoort bij de Afrikaanse Honkbal & Softbal Associatie (AHSA), maar Ghana heeft ook haar eigen federatie, de Ghana Baseball & Softball Federation.